# 2022 en patinage artistique
Cet article présente les faits marquants de l'année 2022 en patinage artistique.

## Évènements

### Jeux olympiques et paralympiques
- Patinage artistique aux Jeux olympiques de 2022